# ۷۷۹ (خورشیدی)
۷۷۹ هفتصد و هفتاد و نهمین سال هجری خورشیدی است.